# Pont-les-Moulins
Pont-les-Moulins település Franciaországban, Doubs megyében. Lakosainak száma 207 fő (2022. január 1.). Pont-les-Moulins Baume-les-Dames, Adam-lès-Passavant, Guillon-les-Bains, Silley-Bléfond és Villers-Saint-Martin községekkel határos.

## Népesség
A település népességének változása:
| Lakosok száma | 140  | 164  | 170  | 174  | 173  | 179  | 195  | 203  | 205  | 207  |
|               | 1968 | 1982 | 1990 | 2006 | 2013 | 2015 | 2017 | 2019 | 2020 | 2022 |